# Castelo Grimaldi (Cagnes)
O Château Grimaldi em Cagnes-sur-Mer, departamento de  Alpes-Maritimes, cuja imagem pode ser vista aqui é um palácio fortificado da França construído no mesmo local duma anterior fortaleza ocupada pelos gregos e pelos romanos. O actual castelo foi ocnstruído em 1309 por Rainier Grimaldi (Senhor de Cagnes e um almirante da França) - um antepassado distante da actual casa governante do Mónaco. Mais tarde tornou-se residência dos governadores da província. Depois da Revolução Francesa foi usado como quartel e como hospital. Actualmente é conhecido como "Le Château Musée Grimaldi" (O Castelo Museu Grimaldi).
O castelo, construído no topo duma colina, eleva-se sobre a cidade. Edificado em pedra local, mantém muitas das elementos e motivos medievais originais, possuindo matacães com ameias coroando as suas torres, incluindo a torre de menagem. O edifício foi construído em volta dum pátio triangular.
Durante o reinado de Luís XIII de França (1610 a 1643) o castelo foi alterado e as suas salas principais tornaram-se mais confortáveis ao ser redecoradas ao gosto contemporâneo. O grande vestíbulo possui um tecto representando a Queda de Faetonte, por Génois Carlone, obra concluída em 1621, enquanto a capela tem um tecto pintado com cenas populares.
Actualmente, está instalado no castelo um centro de exposições de arte contemporânea vinda de todo o mundo e um museu de arte moderna.